# Ferrovia Longeray-Léaz - Le Bouveret
La ferrovia Longeray-Léaz - Le Bouveret è una linea ferroviaria del Réseau ferré de France che da Longeray - Léaz, sulla Lione - Ginevra raggiunge Annemasse e percorre il versante sud del lago Lemano fino a Saint-Gingolph, alla frontiera con la Svizzera ma l'esercizio è limitato a Évian-les-Bains.

## Storia
La tratta ferroviaria tra Longeray, nel dipartimento francese dell'Ain, ed Évian-les-Bains, nell'Alta Savoia venne aperta all'esercizio tra 1880 e 1882 a cura della PLM: Il 30 agosto 1880 venne attivata la tratta Longeray-Thonon-les-Bains e il 1º giugno 1882 in resto fino a Évian-les-Bains. Nello stesso periodo anche la Compagnie du Simplon aveva realizzata la linea, detta Ligne du Tonkin, dal lato svizzero tra Le Bouveret e Saint-Gingolph.
La ferrovia venne nazionalizzata nel 1937 divenendo parte della rete SNCF; dal 1997 al 2014 era stata assegnata al RFF e dal 2015 è assegnata di nuovo a SNCF dopo reintegramento nel 2014 della RFF.
Nel 1971 venne elettrificata la tratta Longeray-Annemasse e l'anno dopo il restante tratto fino a Évian-les-Bains.
Nel 1988 la SNCF sospese il traffico merci oltre Evian ma mantenne un treno turistico Rive-Bleue Express dal 1986 al 1998 che percorreva l'intera linea fino alla Svizzera. Nel 1998 venne soppresso ogni servizio ferroviario oltre Evian e fino al confine. Negli ultimi anni la regione Rodano-Alpi ha sviluppato un progetto di riapertura di tutta la tratta.
Dal 9 dicembre 2007 è entrato in vigore l'orario cadenzato regionale tra Évian-les-Bains, Annemasse e Ginevra Eaux-Vives.
Il 20 febbraio 2020 (3 mesi dopo l'apertura del CEVA) un comitato misto svizzero-francese ha riproposto di riattivare il tratto di 17 km mancanti della linea del Tonkin per prolungare il percorso del Léman Express. Il progetto, approntato nel 2022, prevedeva l'inizio dei lavori nel 2024 e l'apertura al traffico nel 2027.

## Cronologia
- 30 agosto 1880, apertura della linea tra Longeray-Léaz e Thonon-les-Bains.
- 1º giugno 1882, apertura della linea tra Thonon-les-Bains e Évian-les-Bains.
- 1 giugno 1886: la PLM inizia il servizio sulla linea da Évian-les-Bains a Saint-Gingolph.
- 15 maggio 1938: il tratto tra Évian-les-Bains e Saint-Gingolph venne chiuso (decreto di coordinamento); questa parte fu riaperta durante la seconda guerra mondiale anche se la Svizzera chiuse completamente i suoi confini. Saint-Gingolph rimase l'unica stazione di transito durante la guerra.

Nel 1971 entrò in funzione l'elettrificazione della linea Longeray-Léaz - Annemasse, con un cambio di tensione 1,5/25 kV subito dopo il viadotto di Longeray.
Nel settembre 1972, fu effettuato l'ultimo treno con la locomotiva a vapore 141R del deposito di Annemasse, tra Évian-les-Bains e Bellegarde, via Annemasse e il viadotto di Longeray.
Si trattava di un treno d'acqua minerale. Su questi treni pesanti le locomotive a vapore 141R circolarono, fino al settembre 1972, generalmente in doppia trazione.
Nel 1972 entrò in funzione l'elettrificazione del tratto Annemasse - Évian-les-Bains.
Il 29 settembre 1996 fu istituito il servizio diurno giornaliero n° 5604/5 Évian-les-Bains - Valence via Annecy, Chambéry e Grenoble (e ritorno).
L'ultimo viaggio del treno turistico trans-Chablais Rive Bleue Express ebbe luogo il 27 settembre 1998 tra Le Bouveret ed Évian, alla presenza del presidente del comune di Port-Valais e del sindaco di Évian. I vagoni del treno della Transcablasi sarebbero finiti alla demolizione qualche anno dopo.
Il 20 novembre 2006 furono messi in servizio i convogli a due piani della serie SNCF Z 23500 tra Genève-Eaux-Vives e Évian-les-Bains, da parte della regione Rodano-Alpi.
L'8 dicembre 2007 fu ultimo giorno di circolazione del treno giornaliero Évian-les-Bains - Valence via Annemasse, Annecy, Chambéry e Grenoble (e ritorno). Il 9 dicembre 2007 entrò in vigore l'orario dei treni tra Ginevra-Eaux-Vives e Évian-les-Bains, da parte della Regione Rodano-Alpi.
Il 25 agosto 2014 fu rielettrificato a 25 kV il primo chilometro della linea, tra Bellegarde e Ginevra, nell'ambito del progetto di rielettrificazione a 25 kV della linea Lione-Perrache - Ginevra.

## Percorso
| Unknown route-map component "CONTg@G" |

| Small non-passenger station on track |

| Unknown route-map component "eBHF" |

|  | Unknown route-map component "ABZgl" | Unknown route-map component "CONTfq" |

| Unknown route-map component "hKRZWae" |

| Unknown route-map component "KMW" |

| Enter and exit tunnel |

| Unknown route-map component "eHST" |

| Station on track |

| Non-passenger station/depot on track |

| Small bridge over water |

| Station on track |

| Unknown route-map component "STRo" |

| Unknown route-map component "eBHF" |

| Unknown route-map component "eHST" |

| Non-passenger station/depot on track |

| Unknown route-map component "STRo" |

| Unknown route-map component "STRo" |

| Unknown route-map component "eHST" |

| Unknown route-map component "CONTgq" | Unknown route-map component "ABZg+r" |  |

| Unknown route-map component "hKRZWae" |

|  | Unknown route-map component "ABZg+l" | Unknown route-map component "CONTfq" |

| Station on track |

| Unknown route-map component "eHST" |

| Stop on track |

| Stop on track |

| Stop on track |

| Unknown route-map component "eHST" |

| Small bridge over water |

| Station on track |

| Small non-passenger station on track |

| Small bridge over water |

| Small non-passenger station on track |

| Unknown route-map component "eHST" |

| Unknown route-map component "KBHFxe" |

| Unknown route-map component "exHST" |

| Unknown route-map component "exHST" |

| Unknown route-map component "exTUNNEL1" |

| Unknown route-map component "exHST" |

| Unknown route-map component "exTUNNEL1" |

| Unknown route-map component "exWBRÜCKE1" |

| Unknown route-map component "exWBRÜCKE1" |

| Unknown route-map component "exHST" |

| Unknown route-map component "xTZOLLWo" |

| Unknown route-map component "exCONTf" |

La linea ha origine poco prima della stazione di Longeray-Léaz diramandosi dalla linea Lione-Perrache - Ginevra subito dopo il tunnel del Crêt d'Eau, e dopo avere attraversato il Rodano sul viadotto di Longeray, costeggia il Vuache e sale nei pressi di Chevrier che un tempo aveva un proprio scalo.
La prima stazione della linea è Valleiry, aperta al traffico passeggeri.
Dopo cinque chilometri la linea raggiunge Viry, chiusa al traffico passeggeri dal 1996, incontrando diversi I.T.E. (Impianti Terminal Connessi; in francese: Installations Terminales Embranchées) per il traffico merci, con sei corsie per lo scarico degli inerti (due corsie per le "Carrières de la Marmotte" e quattro corsie per la produzione dell'asfalto per l'autostrada A 41 in costruzione, quattro binari di cui uno coperto per la società Savoie Stockage Distribution dove vengono scaricati i pallet d'acqua. I ferrovieri trattano circa 100 vagoni al giorno.
La linea incontra poi una curva limitata a 80 km/h con una rampa in direzione Annemasse → Bellegarde e raggiunge Saint-Julien-en-Genevois, ove fermano tutti i treni passeggeri TER, ma ha perso il traffico merci trasferito a Viry.
La linea incontra ancora diversi punti difficili, "Le Pont de Combe" limitato a 70 e 80 km/h, dove si trovava la stazione di Archamps-Collonges-sous-Salève e la vecchia fermata Bas de Collonges.
Dopo alcune strette curve la linea arriva a Bossey-Veyrier, che come Viry, è chiusa al traffico passeggeri dal 1996 ma ha una banchina di carico dei rifiuti domestici destinati ad Arlod vicino a Bellegarde-sur-Valserine nell'Ain.
Il percorso attraversa l'Autoroute A40 e costeggia il Salève. In questa zona in passato si è verificata una frana che ha provocato un deragliamento; sono state installate reti di rilevamento di caduta massi per evitare che si ripeta un incidente simile.
I binari della linea, in prossimità della vecchia fermata di Étrembières, si affiancano alla Aix-les-Bains-Le Revard - Annemasse e le due linee attraversano l'Arve correndo parallele fino ad Annemasse dove si uniscono alla linea Ginevra-Cornavin - Annemasse.
La stazione di Annemasse è la tappa più importante della linea che con 6 binari vede transitare un gran numero di treni passeggeri nelle quattro possibili direzioni: Ginevra, Évian, Annecy e Bellegarde.
Dopo Annemasse fino a Bons-en-Chablais, la linea è relativamente diritta. Ci sono le stazioni di Saint-Cergues, chiusa al traffico, e di Machilly, aperta ai viaggiatori. Bons-en-Chablais equivale a Saint-Julien-en-Genevois, c'è anche periodicamente un treno notturno Parigi-Austerlitz ↔ Évian-les-Bains che serve la stazione. Una curva limitata a 100 km/h precede la stazione. La linea passa vicino a Voirons.
La stazione successiva è Perrignier, equivalente a Valleiry in termini di servizio passeggeri, ma ha anche un servizio merci. Poi ci sono i resti della stazione Allinges-Mésinges che ha perso il raccordo e dove si trova il viadotto Marclaz che si estende per circa 300 metri. La linea prosegue fino alla stazione di Thonon-les-Bains, servita periodicamente dai TGV e che dà accesso alle stazioni di sport invernali di Morzine, Avoriaz e Châtel. 
La linea attraversa il ponte della Dranse poi 1 km più avanti, nella stazione di Publier, la filiale SAEME carica le bottiglie d'acqua minerale di Evian per la spedizione in Francia e in tutta Europa. L'ultima stazione servita è quella di Évian-les-Bains. La linea prosegue verso Saint-Gingolph e la Svizzera, ma su questo tratto è chiusa al traffico, anche se le associazioni si battono per la riapertura.

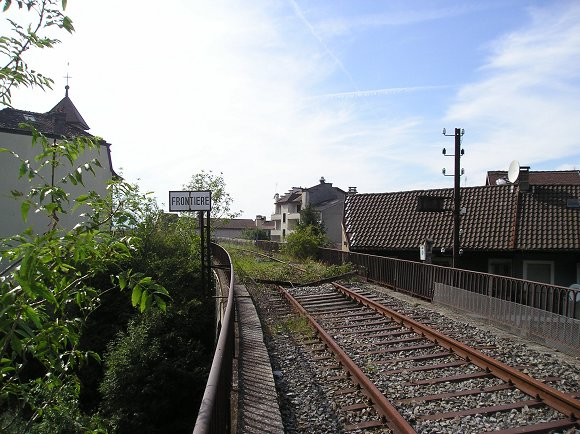
Tratta chiusa all'esercizio dalla frontiera svizzera in poi; viadotto Morge a Saint Gingolph

## Realizzazioni e progetti
- 2010 Riapertura della ligne du Haut-Bugey: riduzione percorrenza del TGV per Parigi.
- Progetto di riapertura della linea del Tonkin tra Évian-les-Bains e Saint-Gingolph. Realizzazione del collegamento Ginevra Cornavin - Ginevra Eaux Vives - Annemasse (CEVA) che permetterà di effettuare treni diretti cadenzati tra Annemasse e Martigny.